# Capacitat parasitària

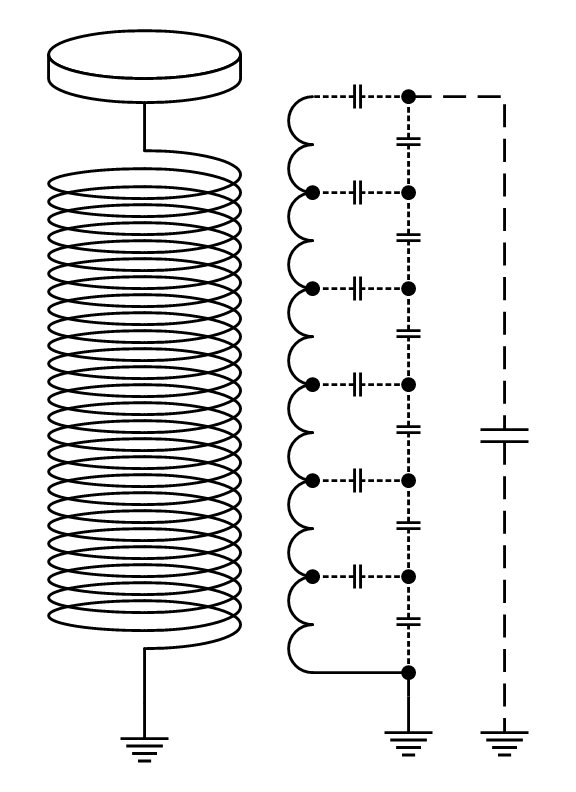
Figura 1: Les capacitats disperses sovint es dibuixen amb línies discontínues. Aquest circuit equivalent d'una part d'una bobina de Tesla té una capacitat dispersa entre cada bobinatge i un a terra.

La capacitància parasitària o la capacitat periòdica és la capacitat inevitable i normalment no desitjada que existeix entre les parts d'un component o circuit electrònic simplement per la seva proximitat entre si. Quan dos conductors elèctrics de diferents voltatges estan junts, el camp elèctric entre ells fa que s'emmagatzemi càrrega elèctrica sobre ells; aquest efecte és la capacitat.
Tots els elements de circuits pràctics, com ara inductors, díodes i transistors, tenen una capacitat interna, que pot provocar que el seu comportament s'allunyi del dels elements ideals del circuit. A més, sempre hi ha alguna capacitat entre dos conductors qualsevol; això pot ser important amb conductors molt espaiats, com ara cables adjacents o traces de circuit imprès. La capacitat parasitària entre les espires d'un inductor (per exemple, la figura 1) o un altre component de la ferida es descriu sovint com a capacitat pròpia. Tanmateix, en electromagnètica, el terme autocapacitat fa referència més correctament a un fenomen diferent: la capacitat d'un objecte conductor sense fer referència a un altre objecte.
La capacitat parasitària és un problema important en els circuits d'alta freqüència i sovint és el factor que limita la freqüència de funcionament i l'ample de banda dels components i circuits electrònics.

## Descripció
Quan dos conductors amb potencials diferents estan a prop l'un de l'altre, es veuen afectats pel camp elèctric de l'altre i emmagatzemen càrregues elèctriques oposades, formant un condensador. Canviant el potencial {\displaystyle V} entre els conductors requereix un corrent {\displaystyle i} dins o fora dels conductors per carregar-los o descarregar-los:
{\displaystyle i=C{\frac {dV}{dt}}\,,}
on {\displaystyle C} és la capacitat entre els conductors. Per exemple, un inductor sovint actua com si inclogués un condensador paral·lel, a causa dels seus bobinatges molt espaiats. Quan hi ha una diferència de potencial a través de la bobina, els cables que es troben adjacents els uns als altres tenen potencials diferents. Actuen com les plaques d'un condensador i emmagatzemen càrrega. Qualsevol canvi en la tensió a través de la bobina requereix un corrent addicional per carregar i descarregar les seves petites capacitats. Quan la tensió només canvia lentament, com en els circuits de baixa freqüència, el corrent addicional sol ser insignificant, però quan el voltatge canvia ràpidament el corrent addicional és més gran i pot afectar el funcionament del circuit.
Les bobines per a altes freqüències sovint s'enrotllen en cistella per minimitzar la capacitat paràsit.

## Efectes
A les freqüències baixes, la capacitat paràsita normalment es pot ignorar, però en circuits d'alta freqüència pot ser un problema important. En els circuits amplificadors amb resposta de freqüència estesa, la capacitat paràsita entre la sortida i l'entrada pot actuar com a camí de retroalimentació, fent que el circuit oscil·li a alta freqüència. Aquestes oscil·lacions no desitjades s'anomenen oscil·lacions paràsites.
En els amplificadors d'alta freqüència, la capacitat paràsita es pot combinar amb la inductància dispersa, com ara els cables de components, per formar circuits ressonants, que també condueixen a oscil·lacions paràsites. En tots els inductors, la capacitat paràsita ressonarà amb la inductància a una certa freqüència alta per fer que l'inductor sigui auto-ressonant ; això s'anomena freqüència d'autoressonància. Per sobre d'aquesta freqüència, l'inductor té una reactància capacitiva.
La capacitat del circuit de càrrega connectat a la sortida dels amplificadors operacionals pot reduir el seu ample de banda. Els circuits d'alta freqüència requereixen tècniques de disseny especials, com ara una separació acurada de cables i components, anells de protecció, plans de terra, plans de potència, blindatge entre entrada i sortida, terminació de línies i stripline per minimitzar els efectes de la capacitat no desitjada.
En cables i busos informàtics molt espaiats, l'acoblament capacitiu paràsit pot causar diafonia, la qual cosa significa que el senyal d'un circuit sagna a un altre, provocant interferències i un funcionament poc fiable.
Els programes informàtics d'automatització del disseny electrònic, que s'utilitzen per dissenyar plaques de circuits impresos comercials, poden calcular la capacitat parasitària i altres efectes paràsits tant dels components com de les traces de les plaques de circuit i incloure'ls en simulacions de funcionament del circuit. Això s'anomena extracció de paràsits.

### Capacitat de Miller

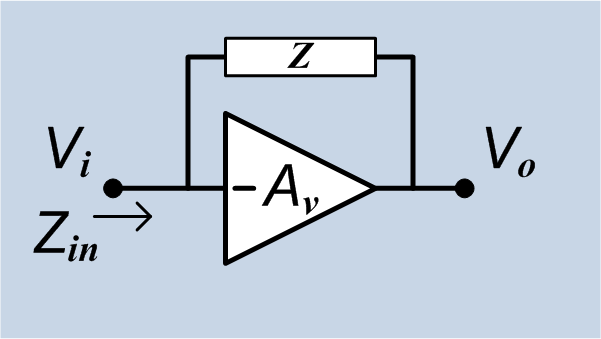
Figura 1: L' efecte Miller provoca una impedància de retroalimentació entre l'entrada i la sortida d'un amplificador aparentment es multiplica per una mica més que el guany de l'amplificador quan es veu com una impedància d'entrada.

Suposem l'amplificador inversor ideal amb guany de {\displaystyle A_{\nu }} a la figura 2 té una capacitat paràsita entre l'entrada i la sortida de l'amplificador com a impedància de retroalimentació {\displaystyle (Z{=}C_{\text{parasitic}})}. Si el propi amplificador té una impedància d'entrada infinita, passa el corrent del terminal d'entrada {\displaystyle Z} és:
{\displaystyle i_{\text{Z}}=C_{\text{parasitic}}\,{d \over dt}(V_{\text{i}}-V_{\text{o}})\,}
{\displaystyle i_{\text{Z}}=C_{\text{parasitic}}\,{d \over dt}(V_{\text{i}}+A_{\nu }\,V_{\text{i}})\,}
{\displaystyle i_{\text{Z}}=\underbrace {(1+A_{\nu })\,C_{\text{parasitic}}} _{C_{\text{Miller}}}\,{dV_{\text{i}} \over dt}\,.}
Fins i tot una petita capacitat parasitària és problemàtica perquè l'efecte Miller la multiplica {\displaystyle 1+A_{\nu }} (o aproximadament {\displaystyle A_{\nu }} per a amplificadors amb gran guany) quan es veu com una capacitat d'entrada {\displaystyle C_{\text{Miller}}}.
El guany de tensió dels transistors moderns pot ser de 10 a 100 o fins i tot més, i per als amplificadors operacionals són ordres de magnitud superiors, de manera que la capacitat de Miller (observada per primera vegada en tubs de buit per John Milton Miller el 1920) és una limitació significativa del rendiment d'alta freqüència dels dispositius amplificadors. La reixeta de pantalla es va afegir als tubs de buit del triode a la dècada de 1920 per reduir la capacitat parasitària entre la reixeta de control i la placa, creant el tetrode, que va donar lloc a un gran augment de la freqüència de funcionament. En els transistors d'unió bipolar, les capacitats paràsites entre la base i el col·lector o emissor també depenen de la tensió.